# Lars Weinehall
Lars Erik Johan Weinehall, född 14 april 1948 i Tavelsjö, Västerbottens län, är en svensk allmänläkare och professor vid institutionen för epidemiologi och global hälsa vid Umeå universitet. 

## Politisk karriär
Weinehall är politiskt aktiv inom centerpartiet och var 1974–1976 ordförande för Centerns ungdomsförbund. Weinehall valdes 1974 till förbundets ordförande trots att valberedningen enhälligt föreslagit Per-Ola Eriksson. (Weinehall hade dock redan tidigare varit förste vice förbundsordförande och valberedningen hade enligt kritikerna förbigått honom.)
Han har varit ledamot i Centerpartiets partistyrelse och dess verkställande utskott. Åren 1971–1980 och 2002–2006 var han ledamot av kommunfullmäktige i Umeå kommun, 1974–1980 ledamot av kommunstyrelsen och 2002–2006 ledamot i kommunens kulturnämnd. Mellan 2012 och 2025 var han styrelseordförande i tankesmedjan Fores.

## Forskning
Åren 1985–2007 var Weinehall koordinator för utveckling och införande av ett av världens största löpande interventionsprogram för hjärtkärlsjukdomar – Västerbottens hälsoundersökningar – i samarbete med Västerbottens läns landsting och Norrlands universitetssjukhus. Från 1994 anknuten till enheten för epidemiologi och global hälsa, åren 2007–2013 som enhetschef och 2012–2014 som prefekt för Institutionen för folkhälsa och klinisk medicin vid Umeå universitet. 
Hans forskning har främst varit inriktad på analys av förebyggande arbete inom primärvården samt registerforskning, och bland annat lett forskningsprojekt om organiserat lärande inom vården och nationella riktlinjer för vårdens hälsofrämjande arbete. Han har tidvis arbetat även i USA, Indonesien och Vietnam.
För sitt mångåriga arbete med förebyggande program mot hjärt- och kärlsjukdomar, diabetes och fetma tilldelades Weinehall år 2012 Skytteanska samfundets pris till en framstående forskare inom Umeå universitets medicinska fakultet.

## Publikationer (i urval)
- Weinehall, Lars (1970). ”Barntillsyn – en mänsklig rättighet”. Politisk tidskrift (Stockholm) 1970:5,:  sid. 24–27. 0032-3489. ISSN 0032-3489. Läst 10 februari 2016. Libris 14556148
- Weinehall, Lars (1981). I stället för sjukvård (1. uppe.). Stockholm: LT. Libris 7252580. ISBN 91-36-01714-0. Läst 10 februari 2016
- Weinehall, Lars (1994). ”Skollunchen: mer än en måltid”. Landsbygd i Västerbotten 1994:4,:  sid. 9–11. 1100-1542. ISSN 1100-1542. Läst 10 februari 2016. Libris 11999863
- Weinehall, Lars (1997) (på engelska). Partnership for health: on the role of primary health care in a community intervention programme. Umeå University medical dissertations, 0346–6612 ; N.S., 531. Umeå: Umeå universitet. Libris 8371640. ISBN 91-7191-388-2. Läst 10 februari 2016
- Weinehall, Lars; Johansson Kenneth, Tapper Maria (2002). Hela Sverige: en bok om hälsoklyftor och med recept för att hela Sverige. Stockholm: Centerpartiets riksorganisation. Libris 8550466. ISBN 91-87110-28-8. Läst 10 februari 2016
- Norberg, Margareta (2014). ”Med början i Norsjö”. Västerbotten (Umeå. 1920) 2014:3,:  sid. 26-33. 0346–4938. ISSN 0346-4938. Läst 10 februari 2016. Libris 18043868